# Villy-le-Maréchal
Villy-le-Maréchal è un comune francese di 161 abitanti situato nel dipartimento dell'Aube nella regione del Grand Est.

## Società

### Evoluzione demografica
Abitanti censiti